# Lord-lieutenant du Middlesex
Ceci est une liste de personnes qui ont servi comme lord-lieutenant du Middlesex. De 1794 à 1965, tous lord lieutenant étaient aussi Custos Rotulorum of Middlesex. L'office a été supprimé le 1er avril 1965, avec la création du Grand Londres et le poste de lord-lieutenant du Grand Londres, avec de petites parties de Middlesex relevant de la juridiction du lord-lieutenant du Surrey, et lord-lieutenant du Hertfordshire.
- William Paget, 1er baron Paget 1551–?
- Sir William Cecil en 1569
- Sir Christopher Hatton 27 octobre 1590 – 20 novembre 1591
- In commission 30 avril 1617 – 1er juin 1622
- George Villiers, 1er duc de Buckingham 1er juin 1622 – 23 août 1628
- Edward Sackville, 4e comte de Dorset 6 octobre 1628 – 1642 conjointement avec
- Henry Rich, 1er comte de Holland 6 octobre 1628 – 1643
- Interregnum
- Richard Sackville, 5e comte de Dorset 30 juillet 1660 – 16 juillet 1662 conjointement avec
- Thomas Howard, 1er comte de Berkshire 30 juillet 1660 – 16 juillet 1662
- George Monck, 1er Duc de Albemarle  16 juillet 1662 – 3 janvier 1670
- William Craven, 1er Comte de Craven 22 janvier 1670 – 28 mars 1689
- John Holles, 4e Comte de Clare 28 mars 1689 – 13 février 1692
- William Russell, 1er Duc de Bedford 13 février 1692 – 7 septembre 1700
- Lord Edward Russell 22 novembre 1700 – 27 novembre 1701
- Wriothesley Russell, 2e duc de Bedford 27 novembre 1701 – 19 septembre 1711
- John Sheffield, 1st Duke of Buckingham and Normanby 19 septembre 1711 – 28 octobre 1714
- Thomas Pelham-Holles, 1er Duc de Newcastle-upon-Tyne 28 octobre 1714 – 2 février 1763
- Hugh Percy, 1er Duc de Northumberland 2 février 1763 – 6 juin 1786
- En commission
- William Cavendish-Bentinck, marquis de Titchfield 6 août 1794 – 29 décembre 1841
- James Gascoyne-Cecil, 2e marquis de Salisbury 29 décembre 1841 – 12 avril 1868
- Arthur Wellesley, 2e duc de Wellington 28 mai 1868 – 13 août 1884
- George Byng, 3e Comte de Strafford 20 septembre 1884 – 28 mars 1898
- Herbrand Russell, 11e Duc de Bedford 20 juin 1898 – 26 avril 1926
- John Baring, 2e Baron Revelstoke 26 avril 1926 – 19 avril 1929
- George Kemp, 1er Baron Rochdale 11 juin 1929 – 24 mars 1945
- Charles Latham, 1er baron Latham 8 septembre 1945 – 1er mai 1956
- Frederick Handley Page 8 August 1956 – 6 janvier 1961
- Sir John Crocker 6 janvier 1961 – 9 mars 1963
- Gerard Bucknall 10 juillet 1963 – 1965